# Setvena wahkeena
Setvena wahkeena is een steenvlieg uit de familie Perlodidae. De wetenschappelijke naam van de soort is voor het eerst geldig gepubliceerd in 1985 door Stewart & Stanger.